# Илья Муромец (бронепоезд, 1941)

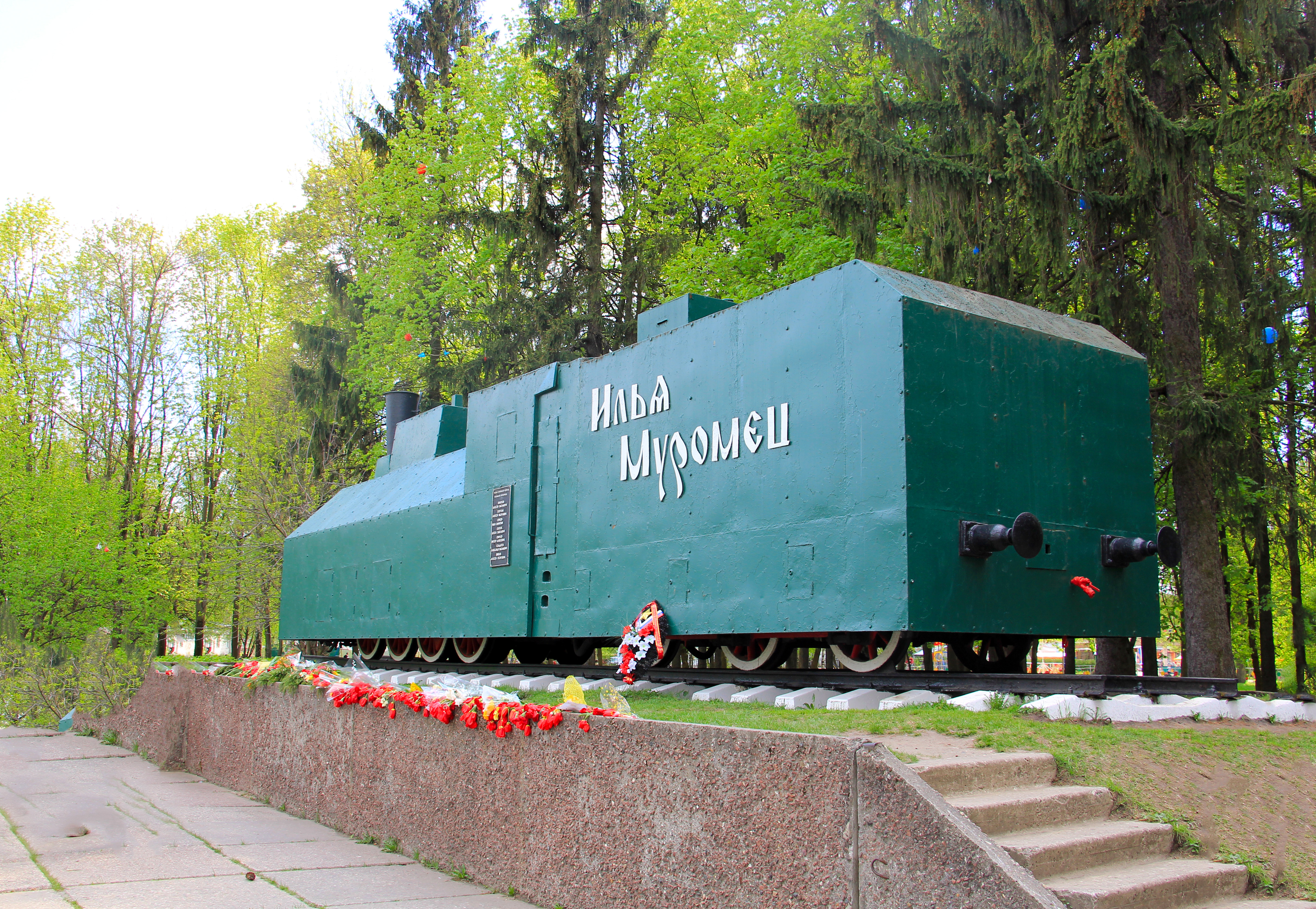
Реплика бронепаровоза бронепоезда № 702 «Илья Муромец»

Бронепоезд № 2 «Илья Муромец» или Бронепоезд № 702 «Илья Муромец» — бронепоезд (БП, изделие), построенный в 1941—1942 годах как подарок РККА железнодорожников Муромского узла, и формирование (броневой поезд — бп) Главного автобронетанкового управления Красной Армии, позже БТ и МВ РККА Вооружённых Сил СССР.

## История
Все основные бронеплощадки под орудия варили в своё свободное время рабочие вагонного депо. Кулебакский металлургический завод им С. М. Кирова поставил броню. Ею на заводе имени Ф. Э. Дзержинского в Муроме обшили бронепаровоз.
Бронепоезд был защищён броней толщиной 20—45 миллиметров и за всю войну не получил ни одной пробоины. Бронепоезд прошёл путь от Мурома до Франкфурта-на-Одере. За время войны он уничтожил немецкий бронепоезд, 7 самолётов, 14 орудий и миномётных батарей, 36 огневых точек противника, 875 солдат и офицеров.
Бронирование бронепаровоза — цилиндры, рубки машиниста и командирская — 45 мм, котел и тендер — 30 мм; бронеплощадки — борта — 45 мм, вертикальное артиллерийских башен — 45 мм; крыша — 20 мм Две крытые артиллерийские бронеплощадки, две открытые зенитно-минометные бронеплощадки. Каждая крытая бронеплощадка вооружена двумя 76,2-мм пушками Ф-34 в башнях от танков Т-34. Кроме спаренных с пушками 7,62-мм пулемётов ДТ, бронеплощадки имели по 4 7,62-мм станковых пулемёта Максима в шаровых опорах в бортах — по две на каждый борт. Открытые зенитно-минометные площадки вначале имели спереди и сзади по 2 76-мм зенитные пушки Лендера, а на центральном отсеке по пусковой установке М-8-24 реактивных снарядов М-8 с 24 направляющими. За боевые заслуги 31-й отдельный особый Горьковский дивизион бронепоездов, в который входили бронепоезда «Илья Муромец» и «Козьма Минин», награждён орденом Александра Невского.
Решено было дать бронепоезду имя легендарного богатыря Ильи Муромца. Однако у полковника Неплюева, приехавшего «забирать» бронепоезд, было своё наименование для него: «За Родину». Строители бронепоезда организовали митинг, на котором высказали решение вести бронепоезд на фронт муромской бригадой, и предложили своё наименование. Таким образом, на митинге 8 февраля перед отправкой бронепоезда на фронт собравшиеся увидели на его борту надпись «Илья Муромец» и изображение головы богатыря. Надпись и рисунок приказали закрасить, а боевой машине присвоить № 2. Но имя его осталось и в документах, и в сознании строителей и экипажа.
Победу «Илья Муромец» встретил в пятидесяти километрах от Берлина, так как разрушенный мост через Одер препятствовал дальнейшему пути на Берлин.
В 1971 году броневой паровоз был поставлен на вечную стоянку.

## В составе
- 31-го отдельного особого Горьковского дивизиона броневых поездов[6]